# Robert Guillaume
Robert "Bob" Guillaume, född Robert Peter Williams den 30 november 1927 i Saint Louis, Missouri, död 24 oktober 2017 i Los Angeles, Kalifornien, var en amerikansk skådespelare.
Guillaume fick smeknamnet Benson efter sin genombrottsroll som betjänt till familjen Tate i tv-serien Lödder (1977–1980). Rollfiguren fick en egen tv-serie med Robert Guillaume i huvudrollen som titelrollsinnehavaren med serien Benson (1979–1986).
Robert Guillaume medverkade bland annat i filmen Big Fish (2003), gjorde rösten till Rafiki i de amerikanska upplagorna av Lejonkungen och spelade i flera tv-serier, däribland Moesha och Fresh Prince i Bel Air. Han har också gjort rösten till Eli Vance i datorspelen Half-Life 2, Half-Life 2: Episode One och Half-Life 2: Episode Two.

## Filmografi i urval
- 1975 - All in the Family
- 1977-1980 - Lödder
- 1979-1986 - Benson
- 1980 - Har inte vi setts förut?
- 1980-1981 - Kärlek ombord
- 1985 - Nord och Syd
- 1986 - Hotellet
- 1987 - Wanted Dead or Alive
- 1989 - The Robert Guillaume Show
- 1991-1992 - Spana in Bob
- 1991-1992 - Dotter på vift
- 1992 - Lagens fiskar
- 1992 - Lagens änglar
- 1993 - Diagnos mord
- 1994 - Fresh Prince i Bel Air
- 1994 - Mord, mina herrar
- 1994 - Lejonkungen
- 1995-2000 - Happily Ever After: Fairy Tales for Every Child
- 2000 - Moesha
- 2003 - Big Fish